# Мункедаль (коммуна)
Мункедаль (швед. Munkedals kommun) — коммуна в Швеции в лене Вестра-Гёталанд, расположенная частично в Бохуслене, частично в Дальсланде. Административный центр — Мункедаль.
Площадь коммуны — 638 км², население — 10 173 жителей (2013). По территории коммуны проходит европейский маршрут E06 и Бохусленская железная дорога.
Крупным работодателем в коммуне является бумажная фабрика Arctic Paper Munkedal AB. Важную роль в экономике играют также торговля, земледелие, лесное хозяйство, ресторанный и гостиничный бизнес.

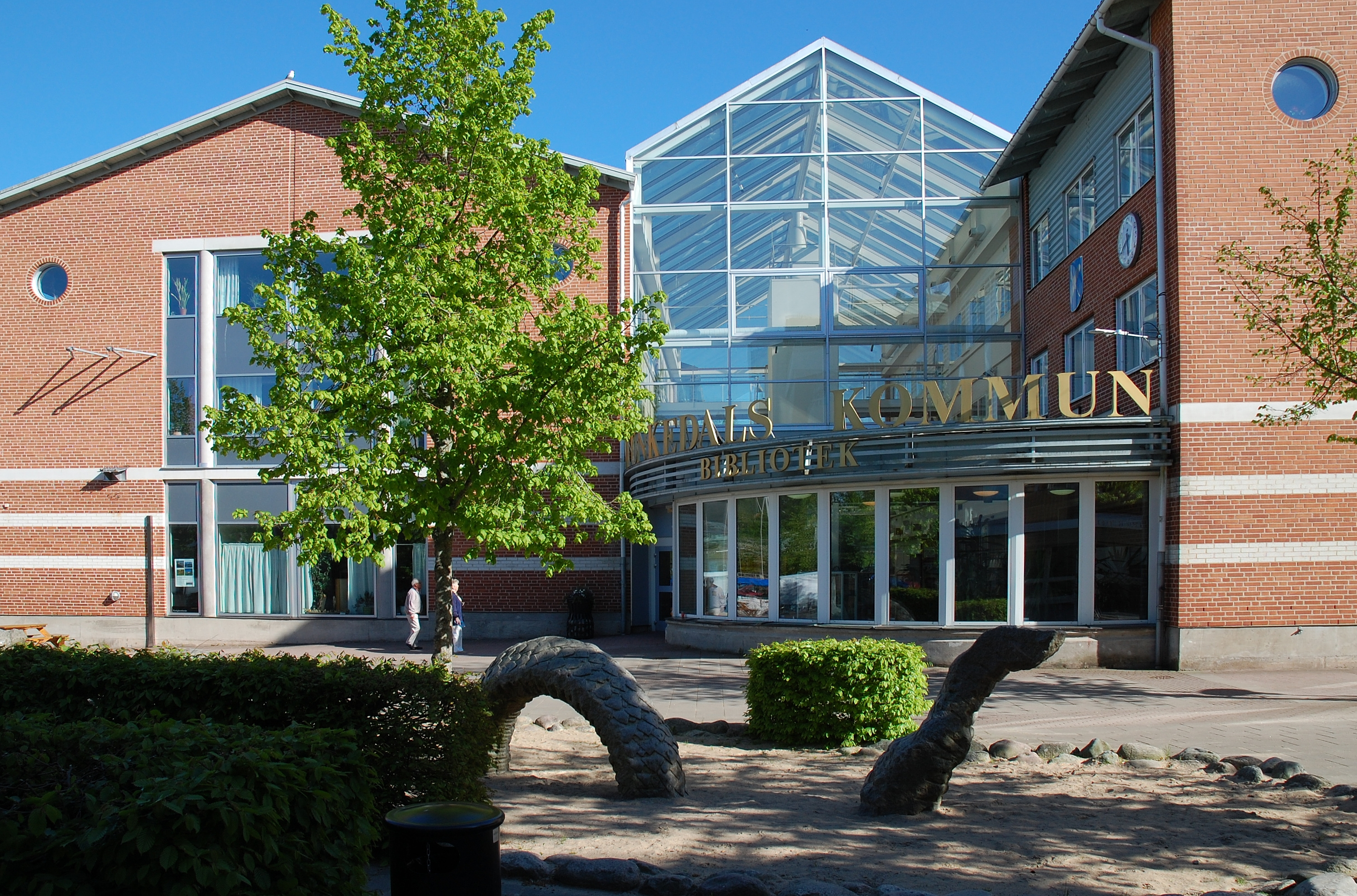
Здание администрации коммуны

## Наиболее крупные населённые пункты
- Дингле
- Мункедаль
- Хедекас
- Хеллевадсхольм
- Шёрис